# XDCC
XDCC (Xabi DCC o eXtended DCC) va ser inicialment un script escrit el 1994 per a ircII per Xabi. Aquest script és una ampliació del comandament DCC d'ircII.
Ara XDCC fa referència a bots d'IRC executant aplicacions de compartició d'arxius en general. Els bots XDCC serveixen un o més arxius, generalment de gran grandària, per a descàrrega a través del protocol DCC. A pesar que XDCC s'usa de manera comuna per a la distribució de material de legalitat dubtosa, com warez (paquets de programari), que pot ser utilitzat de manera legal.
XDCC està guanyant popularitat sobre vells mitjans tals com grups de notícies i DCC. Al contrari que les transferències peer-to-peer, els servidors XDCC s'allotgen sovint en connexions amb una amplada de banda de pujada elevat, a vegades fins a 100 Mbit. Sovint s'executen servidors FTP en els servidors XDCC per a facilitar la pujada del material. Alguns servidors XDCC es poden executar en màquines furonejades.
Per a usar XDCC un pot enviar un missatge privat (query) o enviar un comandament CTCP a un bot, fent servir un client d'IRC. L'usuari li pot preguntar a un bot quins arxius té mitjançant el missatge privat "xdcc list". No obstant, aquesta característica està sovint desactivada per a no atraure molt l'atenció. Quan un usuari vol descarregar un paquet o arxiu del bot, ha de teclejar res com "xdcc send #" al bot. El bot començarà a enviar el paquet a l'usuari o col·locarà l'usuari en una cua de transferències, en la qual haurà d'esperar el seu torn.

## Comandaments XDCC comuns (Iroffer)
Llevat que es diga el contrari, la majoria de comandos es poden enviar mitjançant ctcp en comptes de msg. Alguns servidors desactiven els comandos msg.
- /msg <botname> xdcc send #<pack number> - Sol·licita el nombre de paquet específic al bot.
- /msg <botname> xdcc list - Sol·licita una llista de paquets disponibles al bot.
- /msg <botname> xdcc remove - Elimina els fitxers de la cua d'enviament (açò només funciona via msg).
- /msg <botname> xdcc remove #<queue number> - Elimina l'arxiu de la posició de cua especificada (açò només funciona via msg).
- /msg <botname> xdcc info #<pack number> - Sol·licita informació sobre un número de paquet específic.